# 吴团英
吴团英（1957年4月—），达斡尔族，黑龙江龙江人，中华人民共和国政治人物，中国共产党党员。黑龙江大学哲学系哲学专业毕业，大学学历，研究员职称。历任内蒙古自治区新闻出版局副处长、处长、办公室主任、副局长，内蒙古社会科学院党委副书记、院长、党委书记，自治区党委宣传部副部长等职。2012年2月当选内蒙古自治区人大常委会副主任。2018年2月當選内蒙古自治区总工会主席。2018年10月25日，中华全国总工会第十七届执行委员会召开第一次全体会议，选举全总十七届执委会主席、副主席和主席团委员，他当选为全总主席团委员。